# Ophiomyia simplex
Ophiomyia simplex är en tvåvingeart som först beskrevs av Friedrich Hermann Loew 1869.  Ophiomyia simplex ingår i släktet Ophiomyia och familjen minerarflugor. Inga underarter finns listade i Catalogue of Life.